# Zvonimir Butić
Zvonimir Butić (Split, 2. studenog 1998.) - hrvatski vaterpolist, igrač splitskog Jadrana
Rodio se u Splitu 2. studenog 1998. godine. Od 2018. igrač je splitskog Jadrana. S klubom je osvojio naslov prvaka Hrvatske 2023. godine. Nakon srednje škole upisao je Građevinski fakultet u Splitu.

## Reprezentacija
Godine 2016. osvojio je s hrvatskom juniorskom reprezentacijom Svjetsko prvenstvo do 18 godina, a godinu dana kasnije osvojio je srebrnu medalju na Svjetskom prvenstvu do 20 godina. 

## Obitelj
Dolazi iz vaterpolske obitelji. Njegov otac Zoran bivši je vaterpolist, koji je igrao za VK POŠK Split. Ima još šestero braće i sestara i svi igraju vaterpolo. Braća Krešimir i Domagoj igraju u Nici u Francuskoj, a sestre Ivana i Domina već su nekoliko godina članice hrvatske ženske vaterpolske reprezentacije. Magdalena i Jelena zajedno sa sestrama Ivanom i Dominom igraju za splitski Jadran i bile su prvakinje Hrvatske.

## Vanjske poveznice
- Profil na Global Sports Archive